# Parteinahe Stiftungen der FDP
Es gibt in Deutschland mehrere liberale Stiftungen, die im Sinne einer parteinahen Stiftung der FDP nahe stehen.

## Bundesebene

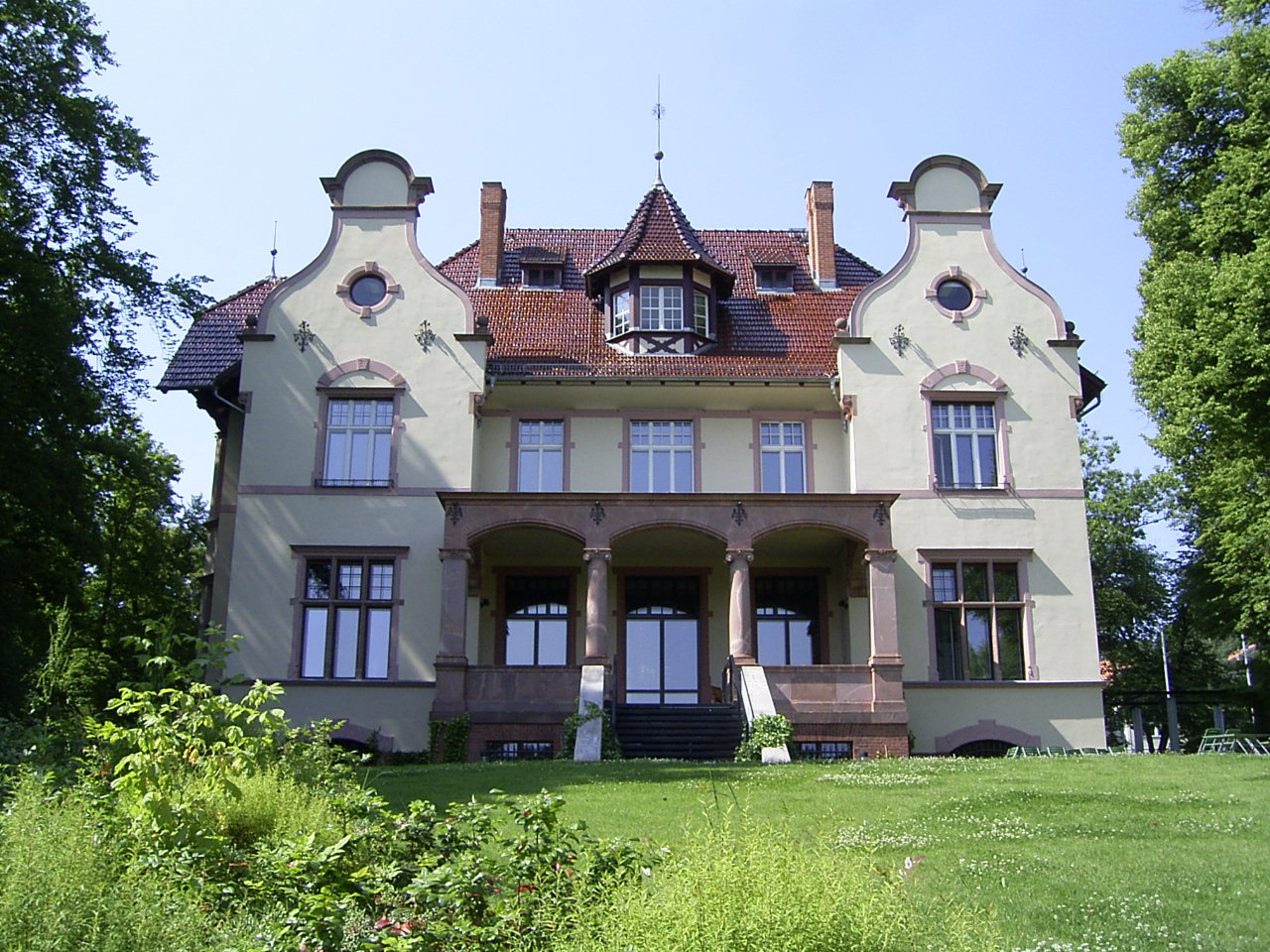
Truman-Villa in Potsdam, Sitz der Stiftung

Die Friedrich-Naumann-Stiftung für die Freiheit (FNF) ist die parteinahe Stiftung der FDP auf Bundesebene mit Sitz in Potsdam-Babelsberg. Sie ist nach dem liberalen Politiker Friedrich Naumann (1860–1919) benannt. Die Stiftung ist Mitglied im Netzwerk Europäische Bewegung Deutschland. Seit 2007 ist der Zusatz „für die Freiheit“ Bestandteil des Stiftungsnamens. Sie wurde am 19. Mai 1958 gegründet.

## Landesebene
Die Stiftungen auf Landesebene sind als eingetragener Verein oder als privatrechtliche Stiftung organisiert. Sie verfolgen ausschließlich und unmittelbar gemeinnützige Zwecke, die darauf abzielen, die Idee des Liberalismus im jeweiligen Bundesland zu fördern. Dazu organisiert die Stiftung Seminare im Bereich der politischen Erwachsenenbildung und gibt eigene Publikationen heraus. Daneben sollen sie die geschichtliche Entwicklung der liberalen Bewegungen im Bundesland erforschen und dokumentieren sowie durch Forschung und Beratung den Grundlagen und politischen Zielen einer liberalen Gesellschaft dienen.
| Bundesland             | Stiftung / Namensgeber                                                                  | Gründung | Sitz                                        | Vorsitzender             | Anmerkungen |
| ---------------------- | --------------------------------------------------------------------------------------- | -------- | ------------------------------------------- | ------------------------ | --- |
| Baden-Württemberg      | Reinhold-Maier-Stiftung Stiftung des privaten Rechts Reinhold Maier                     | 1977     | Feuerseeplatz 14 70176 Stuttgart            | Jochen Haußmann          | Mit der Reinhold-Maier-Medaille, die im Wechsel von der Reinhold-Maier-Stiftung, der FDP/DVP-Landtagsfraktion und der FDP Baden-Württemberg verliehen wird, werden seit 1989 Personen ausgezeichnet, die sich „in besonderer Weise um den Liberalismus und den Wert der Freiheit verdient gemacht haben“. |
| Bayern                 | Thomas-Dehler-Stiftung Stiftung des privaten Rechts Thomas Dehler                       | 1971     | Orleansstraße 6 81669 München               | Thomas Hacker            | Die Stiftung bezeichnet sich als das liberale Bildungswerk in Bayern. Mit dem Thomas-Dehler-Preis würdigt die Thomas-Dehler-Stiftung seit 1985 jährlich eine herausgehobene Persönlichkeit und deren Verdienste im Andenken an Thomas Dehler.                                                             |
| Bremen                 | Liberale Gesellschaft Bremen Eingetragener Verein                                       | 1965     | Rotdornallee 18 28717 Bremen                | Horst-Jürgen Lahmann     | |
| Brandenburg            | Karl-Hamann-Stiftung Stiftung des privaten Rechts Karl Hamann                           | 1991     | Karl-Marx-Straße 2 14482 Potsdam            | Martin Hoeck             | |
| Hamburg                | Dr.-Emilie-Kiep-Altenloh-Stiftung Stiftung des bürgerlichen Rechts Emilie Kiep-Altenloh | 1979     | Hamburg                                     | Burkhardt Müller-Sönksen | |
| Hessen                 | Karl-Hermann-Flach-Stiftung Stiftung des privaten Rechts Karl-Hermann Flach             | 1979     | Marktstraße 10 65183 Wiesbaden              | Frank Blechschmidt       | Mit dem Karl-Hermann-Flach-Preis ehrt die Karl-Hermann-Flach-Stiftung seit 2010 Journalisten und Publizisten, die ein „besonderes Engagement für die Fortentwicklung des politischen Liberalismus erkennen lassen“.                                                                                       |
| Mecklenburg-Vorpommern | Arno-Esch-Stiftung Eingetragener Verein Arno Esch                                       | 2009     | Bei den Polizeigärten 5D 18057 Rostock      | Rolando Schadowski       | |
| Niedersachsen          | Rudolf-von-Bennigsen-Stiftung Stiftung des privaten Rechts Rudolf von Bennigsen         | 1980     | Georgstraße 36 30159 Hannover               | Patrick Döring           | |
| Nordrhein-Westfalen    | Wolfgang-Döring-Stiftung Stiftung des privaten Rechts Wolfgang Döring                   | 1967     | Matthias-Grünewald-Straße 16 53175 Bonn     | Axel Hoffmann            | |
| Saarland               | Villa Lessing – Liberale Stiftung Saar Stiftung des privaten Rechts                     | 1999     | Lessingstraße 10 66121 Saarbrücken          | Walter Teusch            | |
| Sachsen                | Wilhelm-Külz-Stiftung Stiftung des privaten Rechts Wilhelm Külz                         | 1991     | Radeberger Straße 51 01099 Dresden          | Benjamin Karabinski      | Mit der Wilhelm-Külz-Medaille zeichnet die Stiftung seit 2016 Personen, Institutionen oder Organisationen aus, die sich „in besonderer Art und Weise um den Liberalismus verdient gemacht haben“. |
| Sachsen-Anhalt         | Erhard-Hübener-Stiftung eingetragener Verein Erhard Hübener                             | 1993     | Schönnewitzer Straße 9a 06116 Halle (Saale) | Wolfgang Böhm            | Betreiber des Genscher-Haus sowie der dort ansässigen Dauerausstellung Einheit in Freiheit |